# Almut Irmscher
Almut Irmscher (*  16. November 1959 in Wuppertal) ist eine deutsche Autorin für Reiseliteratur.

## Leben
Aufgewachsen in Velbert und Mönchengladbach, machte sie 1978 in Mönchengladbach das  Abitur. Anschließend folgte ein Geologie-Studium in Köln. Bis 2020 war sie Leiterin einer Reiseagentur, spezialisiert auf Italien.  Almut Irmscher veröffentlicht seit 2013 Reisebücher. Zunächst erschienen ihre Bücher im Selbstverlag, 2019 integrierte der Berliner MANA-Verlag ihre Reihe der Reise-Lesebücher in sein Verlagsprogramm. Dort wird ihre Reihe laufend erweitert. Inzwischen wurden insgesamt 32 Reise-Lesebücher von Almut Irmscher verfasst.
Nach einem längeren Aufenthalt in Liverpool und später auf einem kleinen Bauernhof in Niedersachsen (Grafschaft Hoya) wohnt sie seit 1997 in Nümbrecht. Sie hat drei Kinder. Sie ist Mitglied im Verband Deutscher Schriftsteller (VS) in ver.di, Bezirk Köln.

## Werke
- 2019: Das Griechenland-Lesebuch. Reise-Lesebuch mit Rezepten. MANA-Verlag, Berlin, ISBN 978-3955031527.
- 2019: Das Irland-Lesebuch. Reise-Lesebuch mit Rezepten. MANA-Verlag, Berlin, ISBN 978-3955031367.
- 2019: Das Island-Lesebuch. Reise-Lesebuch mit Rezepten. MANA-Verlag, Berlin, ISBN 978-3955031275.
- 2019: Das Italien-Lesebuch. Reise-Lesebuch mit Rezepten. MANA-Verlag, Berlin, ISBN 978-3955031497.
- 2019: Das Norwegen-Lesebuch. Reise-Lesebuch mit Rezepten. MANA-Verlag, Berlin, ISBN 978-3955031305.
- 2019: Das Portugal-Lesebuch. Reise-Lesebuch mit Rezepten. MANA-Verlag, Berlin, ISBN 978-3955031466.
- 2019: Das Dänemark-Lesebuch. Reise-Lesebuch, mit Rezepten. MANA-Verlag, Berlin. ISBN 978-3-95503-133-6.
- 2019: Das England-Lesebuch. Reise-Lesebuch, mit Rezepten. MANA-Verlag, Berlin. ISBN 978-3-95503-142-8.
- 2019: Das Schottland-Lesebuch. Reise-Lesebuch, mit Rezepten. MANA-Verlag, Berlin. ISBN 978-395503-139-8.
- 2020: Das Kroatien-Lesebuch. Reise-Lesebuch mit Rezepten. MANA-Verlag, Berlin, ISBN 978-3955031800.
- 2020: Das Schweden-Lesebuch. Reise-Lesebuch, mit Rezepten. MANA-Verlag, Berlin. ISBN 978-3-95503-177-0.
- 2020: Das Toskana-Lesebuch. Reise-Lesebuch, mit Rezepten. MANA-Verlag, Berlin. ISBN 978-3-95503-183-1.
- 2021: Das Hamburg-Lesebuch. Reise-Lesebuch mit Rezepten. MANA-Verlag, Berlin, ISBN 978-3955032401.
- 2021: Das Nordsee-Lesebuch. Reise-Lesebuch mit Rezepten. MANA-Verlag, Berlin, ISBN 978-3955032159.
- 2021: Das Ostsee-Lesebuch. Reise-Lesebuch mit Rezepten. MANA-Verlag, Berlin, ISBN 978-3955032128.
- 2021: Das Rom-Lesebuch. Reise-Lesebuch mit Rezepten. MANA-Verlag, Berlin, ISBN 978-3955032371.
- 2021: Das Sardinien-Lesebuch. Reise-Lesebuch mit Rezepten. MANA-Verlag, Berlin, ISBN 978-3955032319.
- 2021: Das Spanien-Lesebuch. Reise-Lesebuch mit Rezepten. MANA-Verlag, Berlin, ISBN 978-3955032098.
- 2021: Das Wien-Lesebuch. Reise-Lesebuch mit Rezepten. MANA-Verlag, Berlin, ISBN 978-3955032340.
- 2021: Das Namibia-Lesebuch. Reise-Lesebuch, mit Rezepten. MANA-Verlag, Berlin. ISBN 978-3-95503-201-2.
- 2022: Das Amsterdam-Lesebuch. Reise-Lesebuch mit Rezepten. MANA-Verlag, Berlin, ISBN 978-3955032524.
- 2022: Das Venedig-Lesebuch. Reise-Lesebuch mit Rezepten. MANA-Verlag, Berlin, ISBN 978-3955032432.
- 2023: Das Österreich-Lesebuch, Reise-Lesebuch mit Rezepten. MANA-Verlag Berlin, ISBN 978-3955032609.
- 2023: Das Bayern-Lesebuch, Reise-Lesebuch mit Rezepten. MANA-Verlag Berlin, ISBN 978-3955032586.